# Sufczyce (gmina)
Sufczyce (od 1870 Oleśnica) – dawna gmina wiejska istniejąca do 1870 roku w guberni kieleckiej. Siedzibą władz gminy były Sufczyce.
Za Królestwa Polskiego gmina Sufczyce należała do powiatu stopnickiego w guberni kieleckiej. 13 stycznia 1870 do gminy przyłączono pozbawioną praw miejskich Oleśnicę, po czym gminę przemianowano na Oleśnica.